# Emmanuel-Marie-Stanislas Thibaut de La Rochethulon
Emmanuel-Marie-Stanislas Thibaut de La Rochethulon est un homme politique français.

## Biographie
Petit-fils de Claude-René de Thibaut de La Rochethulon, et fils d'Emmanuel-Philippe Thibaud de Noblet, marquis de la Rochethulon, officier supérieur des gardes du corps, gentilhomme de la chambre de Charles X, et de Marie-Régine-Olivie de Durfort-Civrac de Lorge (petit-fils de Jean-Laurent de Durfort-Civrac), il s'occupa du soin de ses propriétés sous le second Empire. Conseiller municipal de Beaumont depuis 1865, vice-président du comité agricole de Châtelleraut, il avait sollicité deux fois, avant la guerre de 1870, un grade dans la garde mobile de la Vienne, et avait essuyé un double refus. 
Au début de la guerre contre la Prusse, il s'engagea à Paris, le 19 septembre, dans les mobiles de la Loire-Inférieure, devint capitaine d'une compagnie de volontaires choisis dans les trois bataillons du 28e de marche, et fit le service des avant-postes au Mont-Valérien. 
Chevalier de la Légion d'honneur le 8 janvier 1871, il fut élu, le 8 février suivant, représentant de la Vienne à l'Assemblée nationale. Il prit place à droite, fit partie des réunions Colbert et des Réservoirs, signala à la Chambre, pendant la Commune, l'inscription « bon à fusiller » placardée sur sa porte, fut l'un des 94 signataires de la protestation contre l'exil des Bourbons, entra avec l'armée de Versailles dans Paris en mai 1871, et exerça provisoirement les fonctions de maire du 7e arrondissement. À l'Assemblée, il se prononça pour la paix, pour les prières publiques, pour l'abrogation des lois d'exil, pour le pouvoir constituant de l'Assemblée, pour la démission de Thiers, pour l'arrêté contre les enterrements civils, pour le septennat, pour le ministère de Broglie, contre le retour à Paris, contre la dissolution, contre l'amendement Wallon, contre l'amendement Pascal Duprat, contre les lois constitutionnelles. Il quitta la vie politique après cette législature.
Marié en premières noces avec Marie-Edith de Grente, il est le père d'Alexandre Thibaut de la Rochethulon et de Grente, marquis de Corneville.

## Distinctions
- Chevalier de la Légion d'honneur (1871)

## Sources
- « Emmanuel-Marie-Stanislas Thibaut de La Rochethulon », dans Adolphe Robert et Gaston Cougny, Dictionnaire des parlementaires français, Edgar Bourloton, 1889-1891 [détail de l’édition]